# Кулинария (книга)
«Кулинария» — книга, предложенная к выпуску Министерством торговли СССР в качестве основного пособия для поваров по советской кулинарии и кулинарному искусству. Основу издания составляют рецепты всевозможных блюд, в том числе национальных кушаний республик СССР (кроме РСФСР), рецепты блюд, используемых в лечебном питании и заготовок. Приводятся сведения об основах рационального питания, оформлении, сервировке и подаче блюд, справочные данные о продовольственных товарах, производившихся в СССР. Содержатся заметки о кулинарии, описание некоторых видов кулинарной обработки и организации работы предприятий общественного питания.
Отдельные разделы книги рецензированы шестью всесоюзными научно-исследовательскими институтами (ВНИИ мясной промышленности, морского рыбного хозяйства и океанографии, консервной и овощесушильной промышленности, зерна и продуктов его переработки, молочной промышленности, птицепромышленности).
Первое издание является полным по содержанию (3018 рецептов), все последующие издания — сокращённые и исправленные (1303 рецепта). Общий тираж книги составил более 1,8 миллиона экземпляров.

## Авторы

#### Первое издание
Авторы по разделам и главам:959:
- Абатуров П. В. — «Сладкие блюда».
- Ананьев А. А. — «Супы».
- Ануфриев В. М. — «Соусы».
- Березин Н. Т. — «Сельдевые», «Солёная рыба», «Замороженные полуфабрикаты и готовые кулинарные изделия».
- Бикке Р. П. — «Горячие закуски», «Оформление банкетных блюд».
- Григорьев П. Я. — «Холодные закуски», «Блюда из овощей и грибов».
- Грознов С. Р. — «Мясные блюда», «Блюда из круп, бобовых и макаронных изделий», «Блюда из яиц и творога».
- Кенгис Р. П. — «Изделия из теста».
- Лифшиц М. О. — «Заметки о кулинарии», «Виноградные вина», вступительные статьи о кулинарном использовании продуктов.
- Маршак М. С. (профессор) — «Лечебное питание», «Санитарно-гигиенический режим».
- Молчанова О. П. (профессор) — «Основы рационального питания».
- Никашин Ф. П. — «Блюда из рыбы», «Блюда из птицы».
- Сидоров В. А. — «Блюда из консервов».
- Смирнов В. С. — «Мука».
- Трофимова В. И. — «Первичная обработка мяса».
- Цыпленков Н. П. — «Напитки» (рецепты приготовления), «Сервировка», «Подача блюд», «Карточка меню», «Заготовки».
- Акулов Л. С., Волосов Г. Д., Вышелесский А. Н. (профессор), Лобанов Д. И. (профессор) — «Предприятие общественного питания».
- Кикнадзе Н. С., Пирогов Н. М. — отдельные рецепты.

Авторы: профессора А. Н. Вышелесский, Д. И. Лобанов, М. С. Маршак, О. П. Молчанова, В. С. Смирнов.
Консультанты: профессора М. А. Герасимов, Н. И. Козин, Л. Н. Любарский, А. А. Манербергер, Н. Н. Простосердов.
Главный редактор — журналист и политический деятель Лифшиц (Никольский) Михаил Осипович (1898 — 11 декабря 1969).

#### Сокращённое издание
Авторы по разделам:388:
- Абатуров П. В. — «Сладкие блюда».
- Ананьев А. А. — «Супы».
- Ануфриев В. М. — «Соусы».
- Бикке Р. П. — «Оформление и подача блюд».
- Григорьев П. Я. — «Холодные блюда», «Гарниры к холодным блюдам», «Овощные блюда».
- Грознов С. Р. — «Мясные блюда», «Блюда из круп, бобовых, макарон», «Яичные и творожные блюда».
- Кенгис Р. П. — «Изделия из теста», «Сравнительная таблица объёмного веса некоторых продуктов».
- Молчанова О. П. (профессор) — «Основы рационального питания».
- Никашин Ф. П. — «Рыбные блюда», «Блюда из птицы[6]».
- Сидоров В. А. — «Заготовка продуктов».
- Трофимова В. И. — «Первичная обработка мяса», «Соусы промышленного изготовления», «Гарниры к горячим блюдам».
- Цыпленков Н. П. — «Напитки».
- Бикке Р. П., Войтинская Б. Е., Кикнадзе Н. С., Сидоров В. А., Рклицкий М. В. — отдельные рецепты.

Составители: А. А. Каганова и В. И. Трофимова. Консультант — В. А. Сидоров:388.

## Рецензии
Как отмечала редакция журнала «Советская торговля», книга «Кулинария» «вызвала значительный интерес как в среде работников общественного питания, так и со стороны широкой советской общественности». В том же номере редакция поместила ряд рецензий и отзывов от кулинаров и деятелей пищевой промышленности, которые дали разностороннюю оценку содержанию книги. Так, инженер-технолог А. Манелис назвал ценными разделы, посвященные теоретическому обобщению вопросов вкусового восприятия, в частности, снятия пробы пищи, от которой в значительной степени зависит качество выпускаемой пищи в предприятиях общественного питания. Небезынтересными он счёл эти рекомендации даже для работников, имеющих большой собственный практический опыт. С другой стороны, Манелис отмечал, что материал о цехах и оборудовании неудачно систематизирован и в отдельных случаях явно устарел: «Приведены некоторые виды оборудования, которые или вовсе не выпускаются промышленностью или нецелесообразны для применения в отдельных предприятиях общественного питания (сортировочная машина для овощей, механическая овощемойка, картофелечистка к универсальному приводу производительностью 2,5 килограмма и другие). Наряду с этим упущены многие виды оправдавшего себя на практике оборудования, как то: холодильные шкафы в заготовочных цехах, фаршемешалки, куттеры (которые указаны при описании изготовления полуфабрикатов) и др.». Он раскритиковал совет авторов мясные и рыбные полуфабрикаты хранить на стеллажах, откуда они по мере надобности передаются на кухню («практика показывает, что такое хранение полуфабрикатов недопустимо». Характеризуя рецепты, представленные в книге, рецензент указал, что «авторы несколько увлеклись сложными рецептами и сочетаниями продуктов. Недостаточное внимание уделено рецептурам и технологии, приемлемой в массовом питании».
Инженер-технолог Н. Ковалев и техник-технолог Н. Осипов назвали книгу хорошей и полезной, отметив ряд успешных разделов и ряд ошибок технологического характера.

## Издания
- Кулинария / Гл. ред. М.О. Лифшиц. — М.: Госторгиздат, 1955. — 960 с. — 500 000 экз. (формат 84x108/16 [205х260 мм])

Сокращённые издания (составители А. А. Каганова и В. И. Трофимова):
- Кулинария. — М.: Госторгиздат, 1959. — 403 с. — 500 000 экз. (формат 84x108/16)
- Кулинария. — М.: Госторгиздат, 1960. — 403 с. — 501 000 — 1 100 000 экз.
- Кулинария. — М.: Госторгиздат, 1961. — 403 с.
- Кулинария. — М.: Госторгиздат, 1964. — 403 с.
- Кулинария. — М.: Экономика, 1966. — 403 с. — 300 000 экз.

Репринтные издания «Кулинарии» 1955 года:
- Кулинария. Суперкнига для гурманов. — М.: Воскресенье, 1992—1998. — 1152 с.